# ラウニ・モルベルイ
ラウニ・モルベルイ（Rauni Antero ”Molle” Mollberg, 1929年4月15日 - 2007年10月11日）はフィンランドの映画監督。

## 略歴
1929年、フィンランドのハメーンリンナに生まれた。1963年、監督としてフィンランド国営放送向けに映画を制作。1985年、30年前にヴァイノ・リンナの小説『無名戦士』を原作としてエドフィン・ライネが制作した『地獄の最前線』（原題：Tuntematon sotilas）をリメイクした『若き兵士たち/栄光なき戦場』（原題は同じ）を制作し、カンヌ国際映画祭でも上映された。モルベルイの作品はライネのものと同じストーリーであったが、モルベルイはカラーフィルムと無名の俳優たちを使ったという違いがある。
モルベルイは40代になるまで映画向けの作品を監督しなかった。1974年に行われた各国の国際映画祭で前年に制作された『Maa on syntinen laulu』が大きな反響を呼んだ。フィンランドで最も物議をかもした若手小説家ティモ・K・ムッカの作品を元にしたこの作品は、「とんでもないパワーと本物の官能で、評論家も観客をもいとも簡単に唖然とさせた」（ピーター・コーウィー）などの評価を得て、フィンランドの映画史において最もヒットした作品の一つとなった。しかし、こうした評価にもかかわらず、フィンランドの国家映画委員会はこの傑作を徹底的に排除し、国際的評価に反して英語字幕の無いDVDを販売するにとどまった。
2007年10月11日、白血病のため亡くなった。

## 監督作品
- Lapsuuteni （1967）
- Tehtaan varjossa （1969）
- Sotaerakko （1972）
- Maa on syntinen laulu （1973）
- Siunattu hulluus （1975）
- Aika hyvä ihmiseksi （1977）
- ミルカー/禁じられた愛の泉 Milka – elokuva tabuista （1980）
- 若き兵士たち/栄光なき戦場 Tuntematon sotilas （1985）
- Ystävät, toverit （1990）
- Paratiisin lapset （1994）
- Taustan Mikon kotiinpaluu （1999）
- Ison miehen vierailu （1999）
- Puu kulkee （2000）
- Heikuraisen nauru （2001）
- Korpisen veljekset （2002）
- Reissu （2004）